# Thủy sư đô đốc (Hoa Kỳ)
Thủy sư đô đốc hay Đô đốc Hạm đội (tiếng Anh: Fleet admiral, viết tắt FADM) là một cấp bậc sĩ quan đô đốc 5 sao và là cấp bậc đô đốc hải quân cao nhất trong Hải quân Hoa Kỳ hiện tại. Cấp bậc Thủy sư đô đốc Hạm đội xếp ngay trên cấp bậc Đô đốc và tương đương với cấp Thống tướng lục quân và Thống tướng không quân. Mặc dù nó là một cấp bậc hiện hành thực thụ, nhưng hiện tại không có sĩ quan Hải quân Hoa Kỳ nào nắm giữ nó, kể từ sau khi Thủy sư đô đốc cuối cùng của Hải quân Hoa Kỳ là William F. Halsey Jr., người được thăng cấp bậc này vào tháng 12 năm 1945, qua đời năm 1959.

## Lịch sử

### Thế chiến thứ hai
Cấp bậc Thủy sư đô đốc được tạo ra vào năm 1944 nhằm trao cho các đô đốc Hoa Kỳ một cấp bậc tương đương với các cấp bậc đô đốc 5 sao của các quốc gia đồng minh. Nó được  tạo ra bởi một Đạo luật của Quốc hội cho phép bốn đô đốc hải quân được mang danh hiệu tạm thời dưới hiệu lực của Đạo luật Pub. L. 78-482 vào ngày 14 tháng 12 năm 1944. Cấp bậc này sau đó được công nhận chính thức cho bốn đô đốc hải quân bởi Đạo luật Pub.L. 79–333 Pub.L. 79–333 vào ngày 23 tháng 3 năm 1946. Mặc dù Quốc hội cho phép thăng cấp Omar Bradley lên cấp bậc 5 sao của Lục quân vào năm 1950 trong khi giữ chức Chủ tịch Hội đồng Tham mưu trưởng Liên quân để ông có cùng cấp bậc với Thống tướng Douglas MacArthur, Tổng chỉ huy tại Hàn Quốc, nhưng lại không có luật mới nào phong thêm cấp bậc Thủy sư đô đốc cho bất kỳ ai kể từ năm 1946.
Cấp bậc này chỉ được phong cho 4 đô đốc hải quân trong và sau Thế chiến thứ hai dưới đây: 
| Tên                   | Chân dung | Ngày thụ phong (Tuổi)     | Nghỉ hưu          | Qua đời (Tuổi)           |
| --------------------- | --------- | ------------------------- | ----------------- | ------------------------ |
| William D. Leahy      |           | 15 tháng 12 năm 1944 (69) | tháng 3 năm 1949  | 20 tháng 7 năm 1959 (84) |
| Ernest J. King        |           | 17 tháng 12 năm 1944 (66) | tháng 12 năm 1945 | 25 tháng 6 năm 1956 (77) |
| Chester W. Nimitz     |           | 19 tháng 12 năm 1944 (59) | tháng 12 năm 1947 | 20 tháng 2 năm 1966 (80) |
| William F. Halsey Jr. |           | 11 tháng 12 năm 1945 (63) | tháng 3 năm 1947  | 16 tháng 8 năm 1959 (76) |

Thời điểm thụ phong của 3 đô đốc đầu tiên được sắp xếp gần tương đương về chức vụ và thâm niên với các Thống tướng lục quân được thăng cấp cùng lúc. Tướng Marshall được thăng cấp Thống tướng vào ngày 16 tháng 12 năm 1944; Tướng MacArthur được thăng cấp vào ngày 18 tháng 12 năm 1944; Tướng Eisenhower được thăng cấp vào ngày 20 tháng 12 năm 1944 và Tướng Arnold được thăng cấp vào ngày 21 tháng 12 năm 1944. Sau đó, ông sẽ được thăng cấp thành Thống tướng Không quân vào ngày 7 tháng 5 năm 1949 sau khi Không quân được thành lập như một quân chủng riêng biệt như một phần của Đạo luật Quốc phòng năm 1947.
Cấp hiệu Thủy sư đô đốc ở cổ áo và cầu vai gồm năm ngôi sao bạc trong một thiết kế hình ngũ giác. Cấp hiệu trên tay áo là một dải vàng rộng hai inch bao quanh tay áo cách vòng bít hai inch với bốn sọc nửa inch được đặt cách nhau 1/4 inch. Trên cùng là một ngôi sao năm cánh màu vàng, với 1 cánh hướng xuống, nhằm thể hiện rằng người đeo là một sĩ quan.

### Sau Thế chiến thứ hai
Một ứng cử viên khác để nhận cấp bậc Thủy sư đô đốc là Đô đốc Raymond A. Spruance; sự lựa chọn giữa Spruance và Halsey là một vấn đề chiếm nhiều tháng cân nhắc, trước khi Đô đốc King cuối cùng đã chọn Halsey. Đại diện của Hoa Kỳ, Carl Vinson, Chủ tịch Ủy ban Dịch vụ Vũ trang Hạ viện và là người ủng hộ mạnh mẽ của Halsey, đã ngăn chặn những nỗ lực tiếp theo để thúc đẩy tiến trình vận động thăng Spruance lên cấp bậc Thủy sư đô đốc (việc ngăn chặn này vẫn tiếp tục kể cả sau khi Vinson nghỉ hưu) . Thay vào đó, những thành tựu của Spruance đã được công nhận bởi vinh dự duy nhất của một Đạo luật đặc biệt của Quốc hội trao cho ông tiền lương đầy đủ của cấp đô đốc 4 sao trong suốt phần còn lại của cuộc đời.
Thủy sư đô đốc đầu tiên xuất ngũ là Ernest King, người đã nghỉ hưu ngay sau khi kết thúc Thế chiến thứ hai. Chester Nimitz và William Halsey đều nghỉ hưu hai năm sau đó trong khi William Leahy là Thủy sư đô đốc cuối cùng xuất ngũ vào năm 1949. Theo Luật công 78-482, Thủy sư đô đốc tại nhiệm được nhận mức lương tương đương với cấp Chuẩn đô đốc nửa trên (đô đốc 2 sao) cộng với khoản trợ cấp cá nhân 5.000 đô la, và khi nghỉ hưu sẽ nhận được phụ cấp tương đương 75% mức lương khi tại nhiệm. Khi Luật công 79-333 công nhận cấp bậc chính thức Leahy, King, Nimitz và Halsey, nó cũng quy định mức lương và phụ cấp đầy đủ khi những đô đốc đó khi nghỉ hưu.
Ba trong số bốn Thủy sư đô đốc đã qua đời vào cuối thập niên 1950, và đến năm 1960, Chester Nimitz là Thủy sư đô đốc của Hải quân Hoa Kỳ duy nhất còn sống. Ông giữ một chức vụ nghi lễ với tư cách là cố vấn của Hải quân cho Duyên hải Biển Tây với văn phòng tại San Francisco. Nimitz qua đời năm 1966 và đã không có thêm Thủy sư đô đốc nào được phong cấp kể từ đó.

### Hiện tại
Không có thêm sĩ quan hải quân nào được phong cấp Thủy sư đô đốc kể từ sau William Halsey. Tuy vậy, cấp bậc này vẫn được duy trì như một cấp bậc chính thức của Hải quân Hoa Kỳ, và một lần nữa có thể được phong cấp, với sự phê chuẩn của Thượng viện Hoa Kỳ. Tuy nhiên, Tổng thống, với sự đồng ý của Thượng viện, có thể trao thêm ngôi sao thứ năm cho các đô đốc hải quân bất cứ lúc nào ông thấy phù hợp.
Trong thập niên 1990, đã có những đề xuất trong giới học thuật của Bộ Quốc phòng nhằm tác động phong một cấp bậc năm sao cho các đô đốc giữ chức vụ Chủ tịch Hội đồng Tham mưu trưởng Liên quân.
Gần đây vào cuối thập niên 2000, một số nhà bình luận đề xuất rằng nhà lãnh đạo quân sự trong Chiến tranh toàn cầu chống khủng bố sẽ được thăng cấp lên năm sao.

## Cấp bậc cao hơn
Khi cấp bậc Thủy sư đô đốc được tạo ra, phía Hải quân đã tuyên bố rằng George Dewey là đô đốc cấp cao nhất trong các đô đốc 5 sao mới được thăng cấp. Vì không bao giờ có trường hợp mà Thủy sư đô đốc và Đô đốc Hải quân đồng thời tại ngũ, nên không có sự đối chiếu tương đương giữa hai cấp bậc. Bộ Hải quân đã từng xem xét về khả năng "cấp bậc 6 sao" trong Thế chiến thứ hai, chủ yếu trong trường hợp Douglas MacArthur được thăng cấp Đại thống tướng, và phát sinh nhu cầu cần phải có một cấp bậc tương tự cho bên Hải quân. Tuy nhiên, vì việc đề cử cho MacArthur chưa bao giờ được chấp thuận, Hải quân đã từ bỏ ý tưởng về một phiên bản mới của Đô đốc Hải quân mà không có đề xuất nào được đưa ra kể từ đó.
Cấp bậc Đại thống tướng là cấp quân sự duy nhất được chính thức công nhận cao hơn cấp bậc Thủy sư đô đốc trong quân đội Hoa Kỳ. Năm 1981, một cấp hiệu không chính thức cho "đô đốc 6 sao" đã được phác thảo sau khi Quốc hội yêu cầu làm rõ về thủ tục nào sẽ xảy ra nếu một sĩ quan Hải quân được thăng cấp một cấp bậc tương đương với  Đại thống tướng.